# Eukoebelea sycomori
Eukoebelea sycomori is een vliesvleugelig insect uit de familie Torymidae. De wetenschappelijke naam is voor het eerst geldig gepubliceerd in 1968 door Wiebes.